# Жайалма
Жайалма (кирг. Жайалма) — село в Ысык-Атинском районе Чуйской области Кыргызстана. Входит в состав Тузского айылного аймака.

## География
Село расположено на севере центральной части области, на берегах Восточного Большого Чуйского канала, на расстоянии приблизительно 7 километров (по прямой) к югу от города Кант, административного центра района. Абсолютная высота — 817 метров над уровнем моря.

## Население
Согласно оценочным данным Национального статистического комитета Кыргызской Республики, численность населения села на начало 2023 года составляла 477 человек.
| год     | 2009 | 2014 | 2015 | 2020 | 2021 | 2023 |
| ------- | ---- | ---- | ---- | ---- | ---- | ---- |
| человек | 311  | 692  | 374  | 452  | 458  | 477  |